# Mictacea
Mictacea is de naam van een orde van kleine kreeftachtigen die behoren tot de superorde van de Peracarida.

## Anatomie
Mictacea zijn klein: 2,5 tot 3 mm lang. Ze bezitten, in tegenstelling tot de meeste andere orden van de Peracarida, geen carapax, maar wel een goed ontwikkeld kopschild dat vergroeid is met het eerste thoraxsegment, en zijdelings de eerste segmenten van de monddelen overlapt. Ze bezitten verder een tweetakkige eerste antenne, een eentakkige tweede antenne en één paar maxillipeden.

Het pereon (thorax) draagt vijf birame (tweetakkige) pereopoden. Dit zijn de pootjes die voor de voortbeweging, in casu zwemmen, dienen. Ze zijn tweetakkig met een endopodiet (binnenste tak) en een exopodiet (buitenste tak).

Het pleon (abdomen) bestaat uit 6 segmenten met twee tot vijf paar, meestal gereduceerde, pleopoden en het eindigt met één paar uropoden en een telson (staartstukje).

## Ecologie
Mictacea werden gevonden in zeegrotten op Bermuda. Mictocaris halope is een pelagische soort die rondzwemt in grotten met behulp van de exopodieten op zijn pereopoden.

## Systematiek
Mictacea is een vrij nieuwe (1985) orde binnen de Peracarida. Ze bevat een enkele familie en slechts één soort (monotypische orde):
- Mictocarididae